# 16952 Петешульц
16952 Петешульц (16952 Peteschultz) — астероїд головного поясу, відкритий 22 травня 1998 року.
Тіссеранів параметр щодо Юпітера — 3,211.